# Brasil en los Juegos Olímpicos de Barcelona 1992
Brasil estuvo representado en los Juegos Olímpicos de Barcelona 1992 por un total de 182 deportistas, 132 hombres y 50 mujeres, que compitieron en 23 deportes.
El portador de la bandera en la ceremonia de apertura fue el judoca Aurélio Miguel.

## Medallistas
El equipo olímpico brasileño obtuvo las siguientes medallas:
| Nombre          | Deporte  | Competición   |
| --------------- | -------- | ------------- |
| Oro             |          |               |
| Equipo          | Voleibol | Torneo M      |
| Rogério Sampaio | Judo     | –65 kg M      |
| Plata           |          |               |
| Gustavo Borges  | Natación | 100 m libre M |
| Bronce          |          |               |
| —               |          |               |